# Leslie Innes Jacques
Leslie Innes Jacques, britanski general, * 1897, † 1959.